# Araneus beijiangensis
Araneus beijiangensis là một loài nhện trong họ Araneidae.
Loài này thuộc chi Araneus. Araneus beijiangensis được miêu tả năm 1989 bởi Hu & Wu.